# جبل شخارا
جبل شخارا أو أحيانًا يسمى جبل شكارة (بالجورجية: შხარა)‏ (بالروسية: Шхара)‏ هو جبل يقع في روسيا وتحديدا على الحدود الروسية - الجورجية ويعتبر أعلى جبل في جورجيا وثالث أعلى جبل في روسيا بارتفاع يصل إلى 5،193 مترا فوق سطح البحر، ويقع جبل شخارا على بعد 88 كيلومترا (55 ميلا) شمال مدينة كوتايسي وهي ثاني أهم مدينة في جورجيا، ويقع جبل شخارا في الجزء الأوسط من جبال القوقاز الكبرى وإلى الجنوب الشرقي من جبل إلبروس ويعتبر ثالث أكبر جبال منطقة القوقاز.

## مورفولوجيا
شخارا هو النقطة العالية والمرساة الشرقية لنجد يعرف باسم جدار بيزينجي، وهو سلسلة من التلال بطول 11-12 كيلومترا (6.8-7.5 ميل). إنه قمة كبيرة وشديدة الانحدار في منطقة جليدية للغاية، وتمثل تحديات خطيرة لمتسلقي الجبال. يبلغ ارتفاع وجهها الشمالي (على الجانب الروسي) 1500 متر (4900 قدم) ويحتوي على العديد من الطرق الصعبة الكلاسيكية. تعد القمة الفرعية الهامة، شخارا الغربية، على ارتفاع 5068 مترا (16627 قدما)، هدفا للتسلق في حد ذاته، ويعتبر عبور جدار بيزينجي بأكمله «أطول بعثة في أوروبا وأكثرها صعوبة وأكثرها التزاما».

## التاريخ
تم تسلق القمة لأول مرة في عام 1888 عبر طريق نورث إيست ريدج، بواسطة الفريق البريطاني السويسري للمتسلق الإنجليزي جون غارفورد كوكين والمرشدين السويسريان أولريش ألمر وكريستيان روث. لا يزال هذا الطريق أحد الطرق الأسهل والأكثر شعبية على الجبل. كان أول عبور كامل لجدار بيزينجي في عام 1931 من قبل النمساويون كاي. بوبنجر، كاي. مولدان، وأس. شينتلمايستر.